# Múnich en vísperas de una guerra
Múnich en vísperas de una guerra es una película dramática alemana/británica de 2021, dirigida por Christian Schwochow, a partir de un guion de Ben Power. Se basa en la novela Múnich de Robert Harris publicada en 2017. La película está protagonizada por Jeremy Irons, George MacKay y Jannis Niewöhner.
La película se estrenó en el BFI London Film Festival el 13 de octubre de 2021. Netflix le dio un estreno limitado en cines en EE. UU. el 14 de enero de 2022, antes de su lanzamiento en streaming el 21 de enero de 2022.

## Argumento
En 1932, los amigos Hugh Legat, Paul von Hartmann y su novia Lena celebran su graduación de la Universidad de Oxford. Hartmann insiste en que lo visiten en Múnich para experimentar la "Nueva Alemania".
Seis años después, Legat trabaja como secretario del primer ministro británico Neville Chamberlain mientras Europa está al borde de la guerra. Chamberlain se esfuerza por obtener la paz con Adolf Hitler a toda costa, incluso si eso significa permitir que Alemania tome el control de los Sudetes del aliado de Gran Bretaña, Checoslovaquia. Chamberlain escribe a Benito Mussolini en un esfuerzo por detener la acción militar; aparentemente funciona y Hitler está de acuerdo, invitando a Chamberlain y al primer ministro francés Édouard Daladier a Múnich para una conferencia.
Mientras tanto, Hartmann trabaja como traductor en el Ministerio de Relaciones Exteriores de Berlín a la vez que conspira en secreto con un general de la Wehrmacht en un esfuerzo por derrocar a Hitler si altos funcionarios del ejército aceptan arrestarlo y tomar el control. El general cree que esto no se puede lograr a menos que se permita a Hitler invadir los Sudetes, mientras que Hartmann duda de la determinación colectiva de los generales. Hartmann recibe un documento robado de su amante, Helen Winter, que indica que Hitler tiene la intención de conquistar Europa. Hartmann y los demás se vuelven a reunir y acuerdan que llevar la información a Chamberlain mientras él está en Múnich es su mejor opción; Hartmann revela que tiene un antiguo compañero de clase de confianza, Legat, que probablemente pueda ayudar. Sir Horace Wilson y un alto funcionario del MI6 se acercan a Legat con respecto al documento en posesión de Hartmann y acepta ayudar a obtenerlo a pesar de los peligros asociados con el espionaje. Legat convence a Chamberlain para que lo lleve a Múnich con el pretexto de ser un traductor. Hartmann aborda el tren de Hitler a Múnich y esconde el documento y una pistola en el baño, y pronto descubre que su compañero de cuarto es un amigo de la infancia llamado Franz Sauer, que se ha convertido en oficial de Schutzstaffel. Sauer sospecha de Hartmann, quien lo sorprende hurgando en su maleta. Hartmann se encuentra con Hitler, quien lo regaña por su educación en Oxford.
En Múnich, Legat y Hartmann se reúnen, un flashback revela que tuvieron una pelea en 1932 después de una acalorada discusión verbal relacionada con el entonces apoyo de Hartmann al nazismo. Legat acepta tomar posesión del documento, pero insiste en que el propio Hartmann presente el argumento a Chamberlain de que no debe firmar el Acuerdo de Múnich. Legat y Hartmann se reúnen con Chamberlain, quien se burla de la idea de no firmar el acuerdo basado en vagos planes militares alemanes para un golpe de Estado y se niega a tomar medidas. Hartmann lleva a Legat a un asilo de ancianos local para ver a Lena, y le revela que en 1935 asistió a un mitin antinazi, solo para que le tallaran una estrella de David en la espalda y la arrojaran desde una ventana después de que se descubriera que era judía, lo que resultó en parálisis e incapacidad para hablar. Hartmann revela que tiene la intención de asesinar a Hitler para consternación de Legat. Cuando Legat regresa a su hotel, descubre que Sauer ha saqueado su habitación y lo ataca. Legat descubre que el documento no está y entra en pánico, pero puede enviar un mensaje discreto a Hartmann informándole. Hartmann se reúne con Hitler para entregar los informes de noticias de la mañana, pero no se atreve a dispararle.
Cuando Legat entra al automóvil con destino al aeropuerto, la mecanógrafa Joan Menzies revela que es sobrina de un coronel del ejército británico y que tomó posesión del documento para evitar que Sauer lo encuentre. Chamberlain regresa a Gran Bretaña como un héroe y da su famoso discurso Paz para nuestro tiempo. Legat regresa a casa con su esposa e hijo y revela que con la llegada de la guerra, planea dejar su trabajo y unirse a la RAF. El Acuerdo de Múnich finalmente fracasa y la Segunda Guerra Mundial comienza solo un año después. Chamberlain renuncia en desgracia antes de morir poco después. Sin embargo, el documento insta a los británicos a prepararse para la guerra y finalmente ganarla.

## Reparto
- Jeremy Irons como Neville Chamberlain
- Alex Jennings como Sir Horace Wilson
- George Mackay como Hugh Legat
- Jannis Niewöhner como Paul von Hartmann
- Sandra Hüller como Helen Winter
- Liv Lisa Fries como Lena
- August Diehl como Franz Sauer
- Jessica Brown Findlay como Pamela Legat
- Anjli Mohindra como Joan
- Ulrich Matthes como Adolf Hitler
- Mark Lewis Jones como Sir Osmund Cleverly
- Abigail Cruttenden como Anne Chamberlain

## Producción
En noviembre de 2020, se anunció que Jeremy Irons, George MacKay, Jannis Niewöhner, Sandra Hüller, Liv Lisa Fries y August Diehl se habían unido al elenco de la película. Además se dio a conocer que Christian Schwochow dirigiría la película a partir de un guion de Ben Power basado en el novela del mismo nombre de Robert Harris, con Netflix listo para distribuir.
La fotografía principal comenzó en octubre de 2020 y finalizó en diciembre de 2020. El rodaje tuvo lugar en Berlín, Potsdam, Múnich e Inglaterra. El título provisional era Múnich 38.

## Recepción
En el sitio web de agregación de reseñas Rotten Tomatoes, 84% de las 58 críticas son positivas, con una calificación promedio de 6.6 de10. El consenso crítico del sitio web dice "La dirección afilada y algunas actuaciones sobresalientes hacen de Múnich: el borde de la guerra un drama histórico de agarre, a pesar de que el final no es secreto". Metacritic, que utiliza un promedio ponderado, asignó la película una puntuación de 53 de 100 en función de 20 críticos, lo que indica "revisiones mixtas o promedio".